# Luis Eduardo Garzón

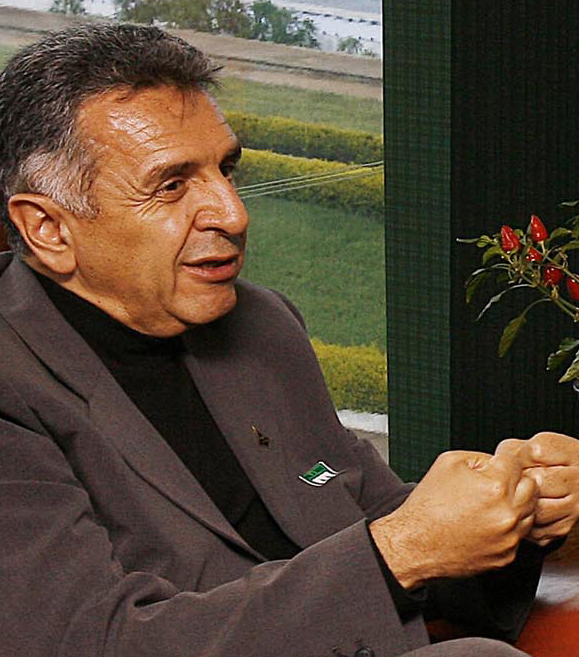
Luis Eduardo Garzón

Luis Eduardo Garzón (Spitzname Lucho) (* 11. Februar 1951 in Bogotá) ist ein linksgerichteter kolumbianischer Politiker. Er war zwischen 2004 und Dezember 2007 Oberbürgermeister der Hauptstadt Bogotá.

## Politische Karriere
Garzón studierte Rechtswissenschaft an der Universidad Libre de Colombia und begann seine politische Karriere als Aktivist bei der kolumbianischen Ölarbeitergewerkschaft.

### Präsidentschaftswahlen 2002
Mit einem sehr kleinen Wahlkampfbudget trat Garzón, der sich in Bogotá bereits als unabhängiger Politiker und guter Redner einen Namen gemacht hatte, 2002 bei den Präsidentschaftswahlen an. Er erreichte mit 680.245 Stimmen (6,16 %) das drittbeste Ergebnis, der von ihm heftig kritisierte Álvaro Uribe Vélez wurde zum Präsidenten gewählt.

### Parteigründung
2003 war Garzón einer der Begründer der neuen linken Partei Unabhängiger Demokratischer Pol (span. Polo Democratico Independiente, PDI), die sich nach den Präsidentschafts- und Parlamentswahlen von 2002 als neue Oppositionspartei gegen die Regierung von Präsident Álvaro Uribe Vélez formierte.

### Bürgermeister
Luis Eduardo Garzón trat bei den Kommunalwahlen in Bogotá am 26. Oktober 2003 für den PDI an. Mit 47 % der Stimmen gewann er gegen den Journalisten Juan Lozano, der von Präsident Uribe und großen Teilen der kolumbianischen Medienlandschaft unterstützt worden war und 40 % der Stimmen erhielt. Auch diesen Wahlkampf führte Garzón mit einem sehr niedrigen Budget durch; Unterstützung erhielt er vom linken Flügel der liberalen Partei.
Am 1. Januar 2004 übernahm Garzón den zweitwichtigsten Posten in der kolumbianischen Politik von seinem Vorgänger Antanas Mockus. Seine Amtszeit lief bis Ende 2007.
Seit seiner Wahl ist Garzón Meinungsumfragen zufolge bei der Bevölkerung Bogotás sehr beliebt. Viele Einwohner sind stolz, mit Garzón erneut einen Bürgermeister gewählt zu haben, der keiner der beiden traditionellen Parteien (Liberale und Konservative) angehört.
Die größten kommunalpolitischen Herausforderungen in Garzóns Amtszeit waren die Wiedereingliederung ehemaliger Paramilitärs der AUC, die fast alle in der Hauptstadt untergebracht werden, der Ausbau des TransMilenio-Bussystems und der Umgang mit dem öffentlichen Raum und den dort in der informellen Wirtschaft arbeitenden Personen. Trotz seiner Opposition gegen die Politik der Landesregierung war die Zusammenarbeit Garzóns mit dieser relativ problemlos und pragmatisch. Bei einigen Themen wie dem Bau von Herbergen für die Ex-Paramilitärs gab es allerdings Konflikte.
Die Hauptziele seiner Amtsperiode hatte Garzón im Stadtentwicklungsplan „Bogotá sin indiferencia“ (spanisch: Bogotá ohne Gleichgültigkeit) festgeschrieben. Anders als sein Vorgänger setzte er seinen Schwerpunkt auf die Verbesserung der Lebensbedingungen der ärmeren Bevölkerungsschichten. Sein Programm „Bogotá sin hambre“ (spanisch: Bogotá ohne Hunger) zeigte dabei erste Erfolge. Ein weiteres Ziel seiner Regierung war es, die politischen Partizipationsmöglichkeiten für die ärmere Bevölkerung auf lokaler Ebene zu verbessern.
Ende 2005 geriet Garzón mit seiner Partei, dem PDI, in Konflikt. Er forderte die Einführung einer neuen Steuer, aus der Infrastruktur- und Entwicklungsprojekte finanziert werden sollten. Ein Großteil der PDI-Abgeordneten im Stadtrat widersetzte sich dieser Forderung mit dem Hinweis darauf, dass Garzón während des Wahlkampfes versprochen hatte, keine neuen Steuern einzuführen. Bei der Abstimmung am 29. September 2005 erreichte Garzón durch die Unterstützung des ehemaligen Bürgermeisters Enrique Peñalosa und seiner Anhänger mit 24 zu 20 Stimmen, dass die Steuer doch eingeführt wurde.

### Präsidentschaftswahlen 2006
Nach seiner gescheiterten Präsidentschaftskandidatur 2002 hatte Garzón angekündigt, an einer erneuten Kandidatur interessiert zu sein. Um bei der Wahl 2006 antreten zu können, hätte er allerdings bereits Anfang 2005 sein Bürgermeisteramt aufgeben müssen, so dass er nicht antrat.

## Verhandlungen mit der FARC
Am 27. August 2012 gab Kolumbiens Präsident Juan Manuel Santos bekannt, dass Garzón an den Friedensverhandlungen mit der Guerillabewegung FARC als Unterhändler beteiligt und in der Funktion zum Minister ernannt werden soll. Die Gespräche sollen am 5. Oktober in Oslo beginnen.